# Класс PH
Класс сложности PH (от англ. polynomial hierarchy) — объединение всех классов сложности из полиномиальной иерархии:
{\displaystyle {\mbox{PH}}=\bigcup _{k\in \mathbb {N} }\left(\Sigma _{k}^{p}\cup \Pi _{k}^{p}\right)=\bigcup _{k\in \mathbb {N} }\Sigma _{k}^{p}=\bigcup _{k\in \mathbb {N} }\Pi _{k}^{p}}
Таким образом, предикат принадлежит классу PH, если существует такое k, что предикат принадлежит классу {\displaystyle \Sigma _{k}^{p}} или {\displaystyle \Pi _{k}^{p}}. Также говорят, что язык, распознаваемый таким предикатом (то есть множество всех слов, на которых предикат возвращает 1), принадлежит классу PH.

## Эквивалентные определения

### Логическая характеризация
Класс языков PH в точности совпадает с классом языков, выразимых с помощью логики второго порядка.

### Игровая характеризация
Назовём конечной игрой следующую структуру. Имеется дерево, вершины которого помечены именами двух игроков A и B (все вершины одного уровня помечены одним и тем же именем, ходы чередуются), а рёбра соответствуют ходам игроков. Пусть дано некоторое начальное слово x — начальная конфигурация игры. Тогда количество уровней в дереве (т.е. количество ходов) равно некоторой функции f от длины x, а каждое ребро помечено словом длины g от длины x (ходом игрока является слово, которым помечено ребро). Имеется предикат {\displaystyle R(x,w_{1}w_{2}w_{3}\dots )} от начальной конфигурации и последовательности ходов игроков, который определяет, кто выиграл (если он равен 1, то выиграл первый игрок). Поскольку игра конечна, то выигрышная стратегия всегда существует либо у первого игрока, либо у второго. Назовём игру распознающей язык L, если для каждого слова x из L у игрока A есть выигрышная стратегия.
Класс PH является классом всех языков, распознаваемых играми, такими, что f равна константе (т.е. количество ходов в игре фиксировано и не зависит от длины входного слова), а g является многочленом от длины x (таким образом, из каждой вершины дерева, кроме последней, исходит по {\displaystyle 2^{p(n)}} рёбер, где {\displaystyle p(n)} — этот многочлен).

## Замкнутость
В отличие от составляющих класс PH классов полиномиальной иерархии, про PH доподлинно известно, что он замкнут относительно пересечения, объединения и дополнения языков. Это означает, что если языки {\displaystyle L_{1}} и {\displaystyle L_{2}} принадлежат PH, то языки {\displaystyle L_{1}\cap L_{2}}, {\displaystyle L_{1}\cup L_{2}} и {\displaystyle L_{1}^{c}} принадлежат PH.
Для доказательства достаточно предъявить игры, распознающие эти комбинации языков, если имеются игры, распознающие {\displaystyle L_{1}} и {\displaystyle L_{2}}. Для дополнения передадим право первого хода другому игроку и в качестве предиката выигрыша возьмём {\displaystyle \neg R_{1}}. Для пересечения возьмём две игры, распознающие {\displaystyle L_{1}} и {\displaystyle L_{2}}, такими, что количество ходов в них одинаковое, а вторую начинает не тот игрок, который делает последний ход в первой. После этого в каждую концевую вершину первой игры добавим вторую игру, а в качестве предиката выигрыша возьмём {\displaystyle R_{1}(x,\,\omega _{1})\wedge R_{2}(x,\,\omega _{2})}, где {\displaystyle \omega _{1}} и {\displaystyle \omega _{2}} — разбиение всей последовательности ходов на две: часть, соответствующая первой игре, и часть, соответствующая второй. Для объединения возьмём игры, распознающие {\displaystyle L_{1}} и {\displaystyle L_{2}}, с одинаковым количеством ходов и одинаковым первым игроком. Создадим новую вершину, соответствующую другому игроку, и прицепим к ней одно дерево первой игры (над этим ребром напишем слово 00...0) и оставшиеся {\displaystyle 2^{p(n)}-1} рёбер второй игры. Первое слово игры обозначим z, а остальную часть последовательности слов — {\displaystyle \omega }, а в качестве предиката выигрыша возьмём {\displaystyle (z=00\dots 0\wedge R_{1}(x,\omega ))\vee (z\neq 00\dots 0\wedge R_{2}(x,\omega ))}.

## Отношения с другими классами

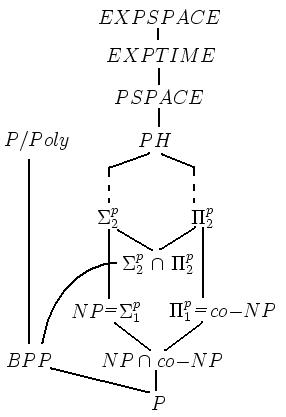
Иерархия классов сложности.

По определению, в класс PH включены все классы полиномиальной иерархии, в том числе P и NP. Кроме того, он содержит вероятностные классы, такие как класс BPP (т.к. BPP содержится в классе {\displaystyle \Sigma _{2}^{p}}). Сам класс PH включён в класс PSPACE и класс PPP (класс задач, которые решаются за полиномиальное время на машине Тьюринга с доступом к оракулу класса PP).

## Открытые проблемы
Установлено, что P = NP, тогда и только тогда, когда P = PH. 
Это утверждение может облегчить доказательство того, что P ≠ NP (если это так), поскольку нужно будет лишь отделить P от более общего класса, чем NP.